# Joanna Szczepkowska

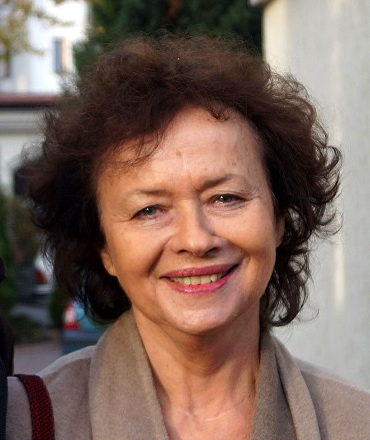
Joanna Szczepkowska (2018)

Joanna Szczepkowska (* 1. Mai 1953 in Warschau) ist eine polnische Schauspielerin und Autorin.

## Leben
Joanna Szczepkowska ist die Tochter des Schauspielers Andrzej Szczepkowski und Enkelin des Schriftstellers Jan Parandowski. Ihre Schauspielausbildung erhielt sie Anfang der 1970er Jahre an der PWST Warschau. Noch während des Studiums debütierte sie in einer Fernsehtheatervorstellung von Tschechows Drei Schwestern unter der Regie von Aleksander Bardini. An ihrer Seite gaben ebenfalls in dieser Vorstellung ihr Debüt in den Hauptrollen die Schauspielerinnen Ewa Ziętek und Krystyna Janda, die beide mit ihr im Jahr 1975 an der PWST ihre Abschlussprüfung ablegten.
Nach dem Studium erhielt sie 1975 ihr erstes Engagement am Teatr Współczesny in Warschau. 1976 gab sie ihr Kinodebüt in Con Amore von Jan Batory, wofür sie mit der Goldenen Kamera der Filmzeitschrift Film für das beste Debüt ausgezeichnet wurde. 1981 wechselte sie vom Teatr Współczesny zum Teatr Polski in Warschau, wo sie bis 1988 zum Ensemble gehörte. Von 1988 bis 1992 und seit dem Jahr 2000 ist sie Ensemblemitglied des Teatr Powszechny in Warschau.
Ende der 1990er Jahre begann sie außerdem eine schriftstellerische Karriere. Sie veröffentlichte einen Band mit Gedichten, schrieb ein Monodrama und ist seit 1999 Kolumnistin in der Samstags-Beilage Wysokie Obcasy der Gazeta Wyborcza. Die Kolumnen erschienen in Polen in mehreren Sammelbänden. 2003 erschien ein erster Band mit Erzählungen von Joanna Szczepkowska.
Joanna Szczepkowska war mit dem Schauspieler Mirosław Konarowski verheiratet. Aus dieser Ehe ist sie Mutter zweier Töchter. Am 3. Mai 2007 wurde sie mit dem Orden Polonia Restituta (Ritterkreuz) ausgezeichnet.

## Filmografie (Auswahl)
- 1976: Nebel (Mgła) – Regie: Sylwester Szyszko
- 1976: Con Amore – Regie: Jan Batory
- 1977: Endlose Wiesen (Bezkresne łąki) – Regie: Wojciech Solarz
- 1982: Klakier – Regie: Janusz Kondratiuk
- 1982: Mutter Krol und ihre Söhne (Matka Królów) – Regie: Janusz Zaorski
- 1983: Dolina Issy – Regie: Tadeusz Konwicki
- 1985: Jezioro Bodeńskie – Regie: Janusz Zaorski
- 1985: Chronik von Liebesunfällen (Kronika wypadków miłosnych) – Regie: Andrzej Wajda
- 1988: Dekalog, Drei – Regie: Krzysztof Kieślowski
- 1992: Enak – Regie: Sławomir Idziak
- 1996: Damski Interes – Regie: Krzysztof Zanussi
- 1997: Sława i chwała – Regie: Kazimierz Kutz
- 2007: Ryś – Regie: Stanisław Tym